# 俄罗斯苏维埃联邦社会主义共和国功勋画家
俄罗斯苏维埃联邦社会主义共和国功勋画家（俄语：Заслуженный художник РСФСР），简称“苏俄功勋画家”，是苏联时期俄罗斯苏维埃加盟国授予美术工作者的一个荣誉称号，其地位低于“苏俄人民画家”称号。

## 历史
“苏俄功勋画家”的称号由1960年9月10日俄罗斯苏维埃联邦社会主义共和国最高苏维埃主席团法令设立。授予为苏俄美术事业做出突出贡献，并有一定知名度的人士。接受此称号的对象包括广大的视觉艺术工作者，他们在绘画、雕塑、线条画、实用装饰艺术、戏曲艺术和电影装饰艺术等领域做出了突出贡献。在获得该荣誉称号的同时，也会得到苏俄最高苏维埃主席团发放的证书和胸章。胸章应佩戴在胸部右侧，当存在其他苏联勋章奖章时，则应佩戴在其下方。
1992年，在经历苏联解体后，“俄罗斯苏维埃联邦社会主义共和国”更改国号为“俄罗斯联邦”，该荣誉称号被“俄罗斯联邦功勋画家”所取代。